# Henryka Krzywonos

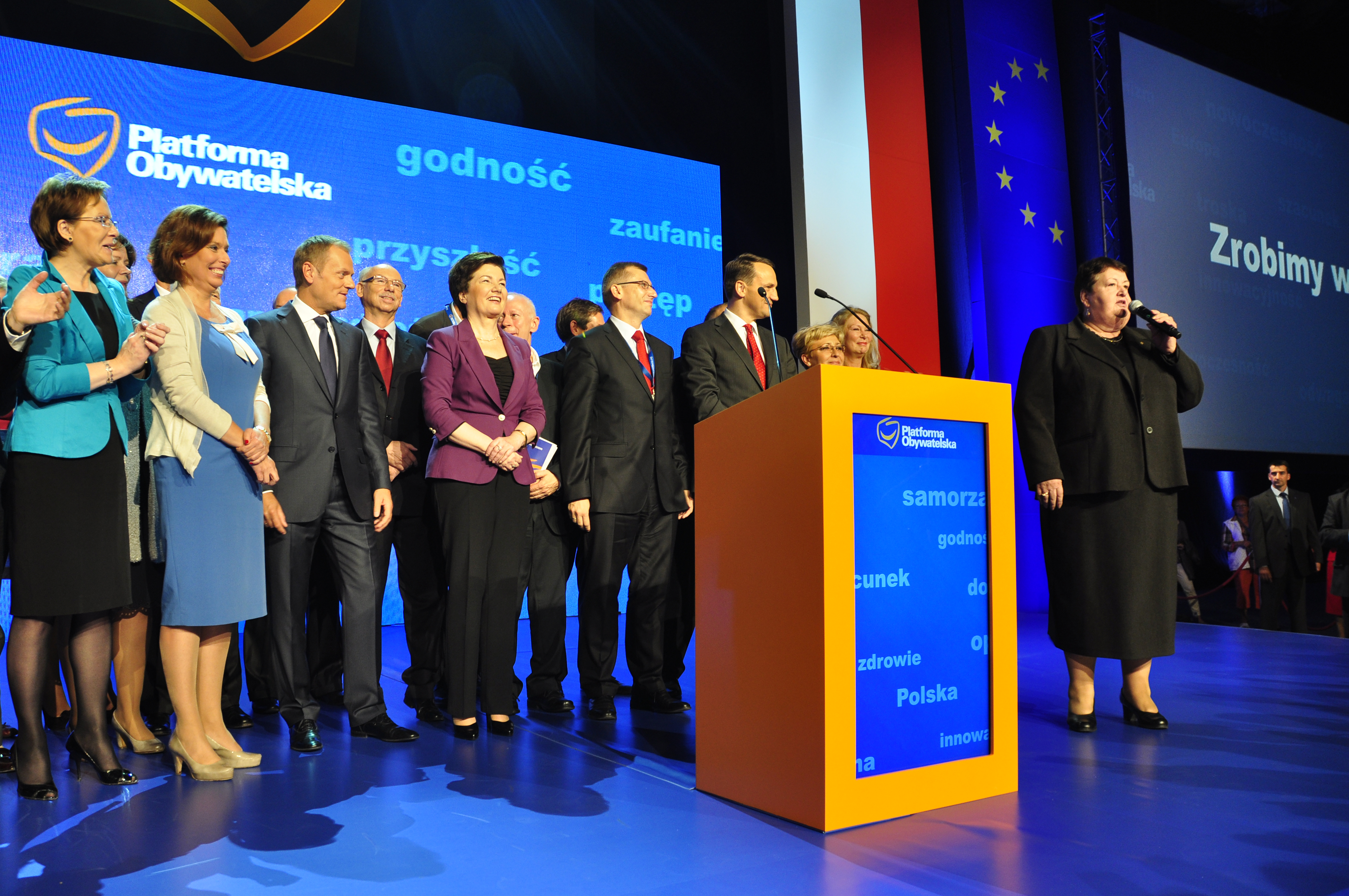
Henryka Krzywonos (z prawej) na konwencji Platformy Obywatelskiej (2011)

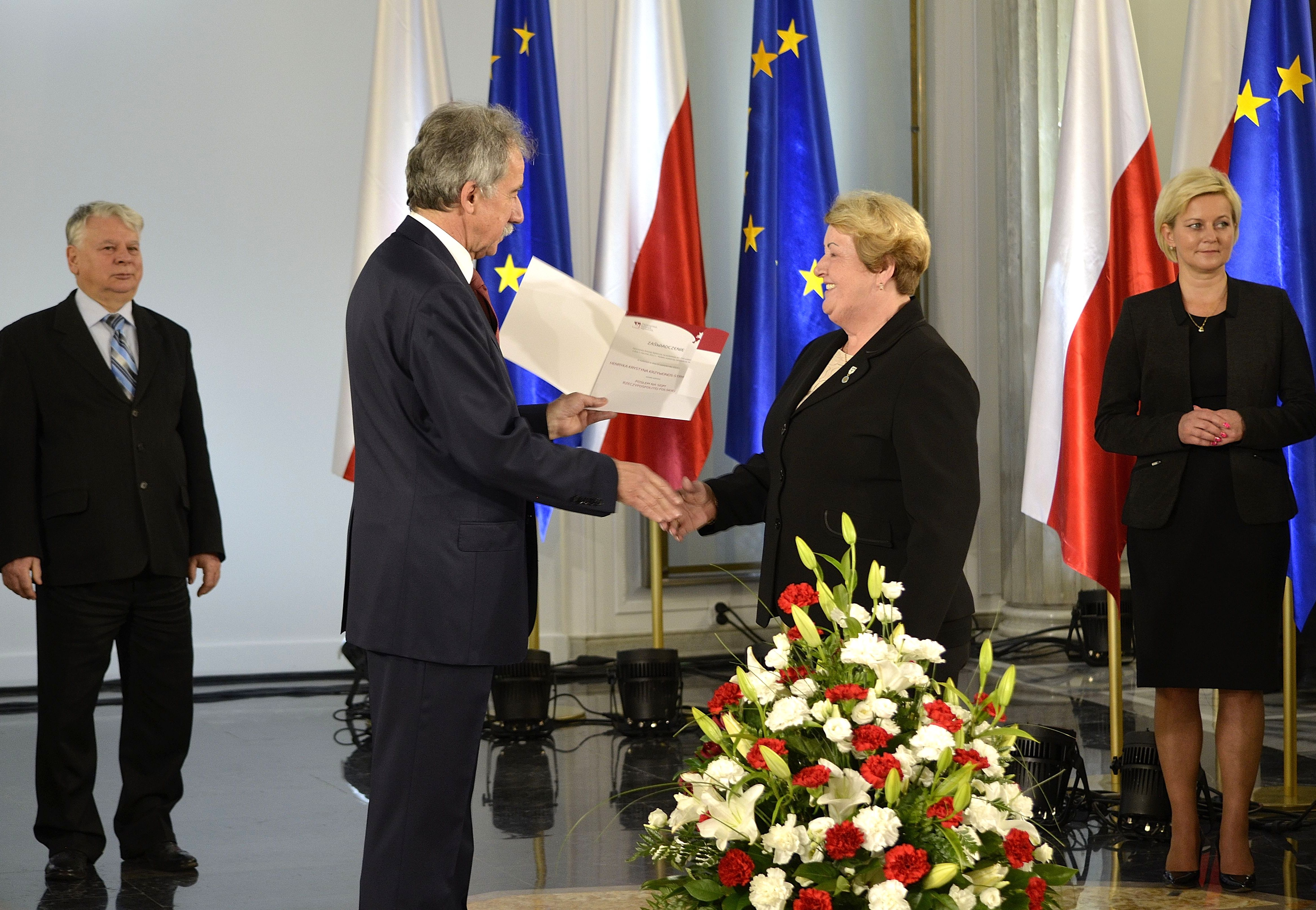
Henryka Krzywonos odbierająca z rąk przewodniczącego Państwowej Komisji Wyborczej Wojciecha Hermelińskiego zaświadczenie o wyborze na posłankę VIII kadencji Sejmu (2015)

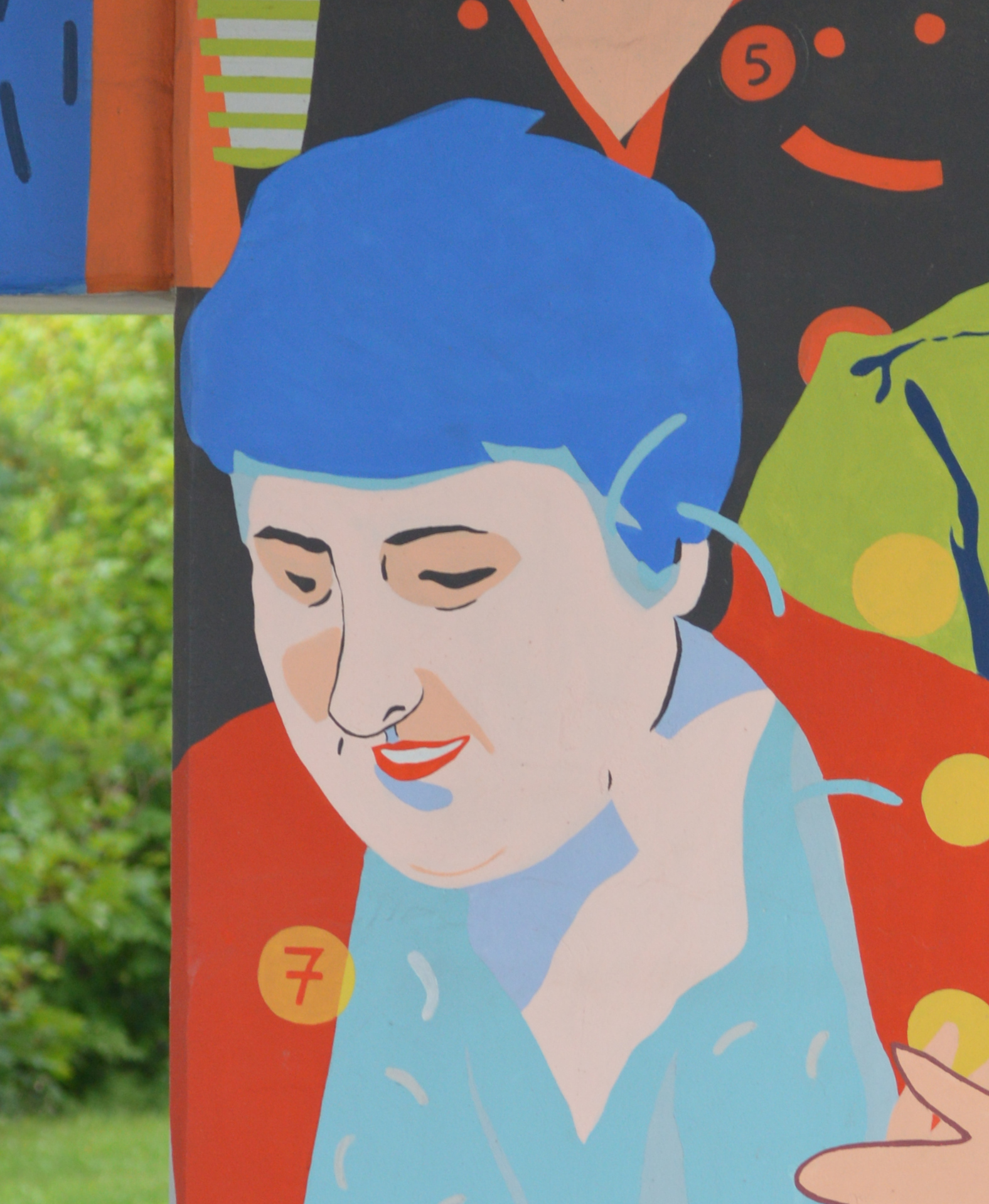
Wizerunek Henryki Krzywonos na muralu „Kobiety Wolności” w Gdańsku

Henryka Krystyna Krzywonos-Strycharska z domu Januszkiewicz, primo voto Pawłowska, secundo voto Lipska (ur. 27 marca 1953 w Olsztynie) – polska działaczka społeczna i polityczna, motornicza, uczestniczka opozycji w okresie PRL, sygnatariuszka porozumień sierpniowych, posłanka na Sejm VIII, IX i X kadencji.

## Życiorys

### Okres PRL
Od 1973 do 1978 pracowała jako motornicza w Wojewódzkim Przedsiębiorstwie Komunikacyjnym Oddział Komunikacji Miejskiej Tramwajowej w Gdańsku. Później była zatrudniona w Stoczni Gdańskiej, na stanowisku operatora urządzeń dźwigowych, jednak już w 1979 powróciła do poprzedniego miejsca pracy.
15 sierpnia 1980 w pobliżu Opery Bałtyckiej zatrzymała prowadzony przez siebie tramwaj. Zdarzenie to bywa określane jako początek strajku gdańskiej komunikacji publicznej w okresie wydarzeń sierpniowych. Według niektórych świadków zdarzeń już w godzinach rannych na swoje trasy nie wyjechała część kierowców autobusów, zatem Henryka Krzywonos przyłączyła się do trwającego już strajku. Została następnie przedstawicielem WPK w Międzyzakładowym Komitecie Strajkowym, weszła w skład jego prezydium.
16 sierpnia, po podpisaniu w Stoczni Gdańskiej porozumienia z dyrekcją i ogłoszeniu przez Lecha Wałęsę końca strajku, wraz z Aliną Pienkowską, Anną Walentynowicz i Ewą Ossowską zatrzymywała na bramach robotników opuszczających stocznię, co zapobiegło zakończeniu strajku.
31 sierpnia znalazła się wśród sygnatariuszy porozumień sierpniowych, wkrótce została odwołana z prezydium MKZ Gdańsk przez komitet założycielski NSZZ „Solidarność” w jej zakładzie pracy.
W stanie wojennym zajmowała się pomocą internowanym, była też kolporterką wydawnictw podziemnych. Była represjonowana, objęta nakazem opuszczenia Gdańska i pozbawiona możliwości zatrudnienia. Korzystała wówczas ze wsparcia różnych osób, w tym księdza Henryka Jankowskiego. Podczas jednej z rewizji została dotkliwie pobita, na skutek czego straciła ciążę.

### III RP
Od 1994 do czasu przejścia na emeryturę (w 2009) prowadziła rodzinny dom dziecka w Gdańsku, wychowując wraz z mężem łącznie dwanaścioro dzieci. Od 1995 należała do Unii Wolności. W wyborach w 2002 kandydowała do rady miasta w Gdańsku z Obywatelskiego Komitetu Bogdana Borusewicza.
W 2004 ukończyła Liceum Ogólnokształcące Centrum Kształcenia Ustawicznego w Kościerzynie.
Zaangażowała się w działalność ruchu społecznego Kongres Kobiet, była członkinią rady programowej powołanego na jego bazie stowarzyszenia. W wyborach do Parlamentu Europejskiego w 2014 startowała z listy Platformy Obywatelskiej w okręgu nr 1 (województwo pomorskie) i nie uzyskała mandatu posła, zdobywając 21 911 głosów.
W 2015 wystartowała w wyborach parlamentarnych z listy PO w okręgu gdyńskim. Została wybrana na posłankę VIII kadencji, otrzymując 24 333 głosy. Została członkinią sejmowej Komisji Łączności z Polakami za Granicą, pracowała też w Komisji Polityki Społecznej i Rodziny (2015–2018). W wyborach w 2019 z powodzeniem ubiegała się o poselską reelekcję z ramienia Koalicji Obywatelskiej, otrzymując 14 508 głosów. Zasiadła w Komisji Regulaminowa, Spraw Poselskich i Immunitetowych, a ponadto początkowo ponownie w Komisji Łączności z Polakami za Granicą, z której jednak po miesiącu przeszła do Komisji Mniejszości Narodowych i Etnicznych. W 2021 wstąpiła do PO. W wyborach w 2023 została wybrana do Sejmu X kadencji z wynikiem 8460 głosów.

## Wyniki w wyborach ogólnopolskich
| Wybory | Komitet wyborczy   | Komitet wyborczy      | Organ                              | Okręg            | Wynik          |
| ------ | ------------------ | --------------------- | ---------------------------------- | ---------------- | -------------- |
| 2014   |                    | Platforma Obywatelska | Parlament Europejski VIII kadencji | nr 1             | 21 911 (4,77%) |
| 2015   | Sejm VIII kadencji | Platforma Obywatelska | nr 26                              | 24 333 (5,21%)   |                |
| 2019   |                    | Koalicja Obywatelska  | nr 26                              | Sejm IX kadencji | 14 508 (2,50%) |
| 2023   | Sejm X kadencji    | Koalicja Obywatelska  | nr 26                              | 8460 (1,24%)     |                |

## Życie prywatne
Córka Henryka i Haliny. Zamężna z Krzysztofem Strycharskim.
W 2022 ujawniła, że zmaga się z rakiem płuca.

## Publikacje
- Hanna Gill-Piątek, Henryka Krzywonos, Bieda. Przewodnik dla dzieci, Wydawnictwo Krytyki Politycznej, Warszawa 2010 – publikacja uznana za książkę dekady akcji „Cała Polska czyta dzieciom”[21].

## Odznaczenia, wyróżnienia, upamiętnienie
W 2006, za wybitne zasługi w działalności na rzecz przemian demokratycznych w Polsce, została przez prezydenta Lecha Kaczyńskiego odznaczona Krzyżem Komandorskim Orderu Odrodzenia Polski.
Została ponadto wyróżniona:
- tytułem honorowego obywatela Gdańska (2000)[2],
- Nagrodą im. Andrzeja Bączkowskiego (2005)[2],
- tytułem „Polka Dwudziestolecia”, przyznanym przez Kongres Kobiet Polskich (2009)[23],
- Nagrodą im. ks. Józefa Tischnera (2010),
- tytułem Człowiek Roku tygodnika „Wprost” (2010)[24],
- Orderem Ecce Homo (2011)[25],
- Orderem Uśmiechu (2012),
- Odznaką Honorową za Zasługi dla Ochrony Praw Dziecka (2015)[26],
- Odznaką Solidarności i Praw Człowieka (2025)[27].

W 2019 jej wizerunek znalazł się na muralu „Kobiety Wolności” na stacji PKM Strzyża w Gdańsku.

## Odniesienia w kulturze
Henryce Krzywonos został poświęcony film dokumentalny Świat bez tajemnic – Oni zrywali Żelazną Kurtynę – Polska. Henryka Krzywonos i narodziny Solidarności w reżyserii Małgorzaty Buckiej (produkcja Francja 2008) oraz książka Agnieszki Wiśniewskiej Duża Solidarność, mała solidarność. Biografia Henryki Krzywonos (Wydawnictwo Krytyki Politycznej 2010). Jej postać występuje również w filmie Wałęsa. Człowiek z nadziei z 2013, Henrykę Krzywonos zagrała w tej produkcji Dorota Wellman. Została jedną z bohaterek musicalu 1989, koprodukcji Teatru im. Juliusza Słowackiego w Krakowie i Gdańskiego Teatru Szekspirowskiego z 2022; Henrykę Krzywonos zagrała Dominika Feiglewicz.